# 한국의 화산 목록
다음은 홀로세 이후 한국에 분화 기록이 남은 한국의 화산 목록이다. 아래 목록은 세계 화산 계획(GVP)에 등재된 화산을 기준으로 했다.
| 이름                                                                   | 해발고도 | 위치                                                   | 좌표                                                           | 마지막 분화   | 출처  |
| 백두산                                                                 | 2,744 m  | 조선민주주의인민공화국 량강도 삼지연시                 | 북위 41° 59′ 동경 128° 05′ / 북위 41.98° 동경 128.08°          | 1903년?       | [ 3 ] |
| 추가령(오리산, 검불랑 분화구(평강 북부 검불랑 부근이나 상세위치 미상)) | 452 m    | 조선민주주의인민공화국 강원도 평강군 / 함경남도 안변군 | 북위 38° 20′ 동경 127° 20′ / 북위 38.33° 동경 127.33°          | 홀로세(미상)  | [ 4 ] |
| 한라산                                                                 | 1,919 m  | 대한민국 제주특별자치도 제주시 / 서귀포시              | 북위 33° 21′ 40″ 동경 126° 31′ 48″ / 북위 33.361° 동경 126.53° | 1007년        | [ 5 ] |
| 울릉도                                                                 | 984 m    | 대한민국 경상북도 울릉군                               | 북위 37° 30′ 동경 130° 52′ / 북위 37.50° 동경 130.87°          | 기원전 2990년 | [ 6 ] |

## 같이 보기
- 화산 목록

## 참고 문헌
- Siebert L, Simkin T (2002-). Volcanoes of the World: an Illustrated Catalog of Holocene Volcanoes and their Eruptions. Smithsonian Institution, Global Volcanism Program Digital Information Series, GVP-3, (http://www.volcano.si.edu).